# Septum primum

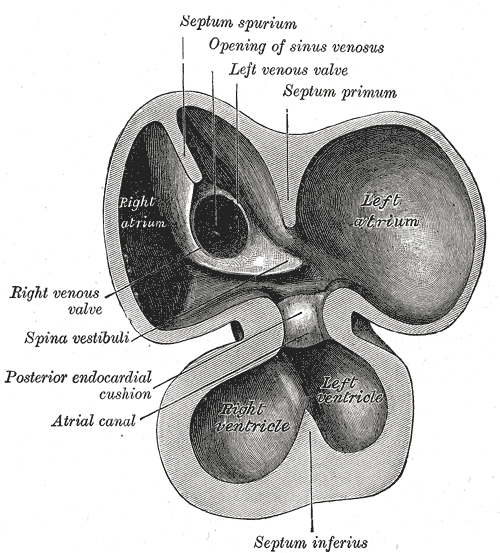
Cœur humain en développement, au 30e jour. Le septum primum (en haut au milieu) se développe vers le bas pour séparer l'oreillette primitive en oreillette gauche et oreillette droite du cœur humain.

Le septum primum est une cloison qui se développe pendant l'embryogénèse du cœur entre les deux futurs oreillettes, où il reste un trou physiologique nommé ostium primum.
Il se développe une autre cloison à la droite du septum primum, le septum secondum, lui aussi percé d'un ostium, l'ostium secundum.
Les deux septums, très proches l'un de l'autre, séparent les oreillettes, l'ostium primum n'est pas en face de l'ostium secondum, ce qui a une importance par la suite.

## Circulation fœtale et post-natale
Durant la vie fœtale, il y a entre ces deux septums un petit espace qui permet de faire passer le sang de l'oreillette droite à l'oreillette gauche passant par les deux ostiums (le trou de Botal), shuntant ainsi les poumons (inutiles durant la vie fœtale). À la naissance, le cri du bébé permet indirectement la vascularisation du poumon, et ainsi la pression dans l'oreillette gauche augmente, le septum secondum se colle au septum primum, le sang de l'oreillette droite ne va plus que dans le ventricule droit, la circulation classique est mise en place.
Il existe d'autres systèmes permettant de changer la circulation sanguine, pour qu'elle soit mieux adaptée à une vie extra utérine, entre autres au niveau du cordon ombilical, des veines arrivant au foie et du canal artériel (shunt entre l'aorte et l'artère pulmonaire).